# Viracachá
Viracachá è un comune della Colombia facente parte del dipartimento di Boyacá.
Il centro abitato venne fondato da un gruppo di frati domenicani nel 1556.